# Yehezkel Ben-Ari
 (mars 2025).
Pour les articles homonymes, voir Ben-Ari.
Yehezkel Ben-Ari, né le 1er décembre 1943 au Caire, est un chercheur en neurobiologie spécialiste des processus de maturation cérébrale, des épilepsies, de l'autisme et des maladies du développement cérébral.

## Biographie
Yehezkel Ben-Ari fait ses études secondaires et obtient sa maitrise à l'Université hébraïque de Jérusalem en Israël avant de venir en France en 1966 pour faire son DEA puis une thèse à l'Université Paris VI (1971). Il fait divers post-doc de 1973 à 1980 successivement à l'Université de Cambridge, l'Université d'Oslo et enfin l'Université McGill de Montréal avant de retourner s'installer en France en 1981.
En 1986, il devient directeur de l'unité INSERM U29 « Neurobiologie et physiopathologie du développement », localisée à l'hôpital Cochin-Port Royal, à la suite d'Alexandre Minkowski.
En 1999, il déménage avec toute son équipe (plus de 25 chercheurs, ingénieurs et administratifs pour créer l'Inmed (Institut de neurobiologie de la Méditerranée) de l'INSERM situé à Marseille sur le campus de Luminy de la faculté des sciences d'Aix-Marseille. Il en est le fondateur et le dirige jusqu’à son départ en retraite en 2007. Il dirige en même temps un groupe dans le même institut qui travaille sur la maternité et l’émergence de maladies neurologiques et psychiatriques et notamment l’autisme et les épilepsies infantiles.
En 2011, il fonde, avec Eric Lemonnier et Nouchine Hadjikhani, Neurochlore, une entreprise de biotechnologie ayant pour vocation de comprendre et traiter l'autisme.
En 2014, il fonde, avec Constance Hammond et Philippe Damier, B&A Therapeutics, une autre entreprise de biotechnologie ayant pour but de comprendre et traiter la maladie de Parkinson.
En octobre 2019, il signe la pétition intitulée « Pourquoi les psychanalystes doivent être exclus des tribunaux ».

## Contribution scientifique
Yehezkel Ben-Ari fait sa thèse sur la « Plasticité nerveuse unitaire » en 1971 à Paris, démontrant le rôle de l’activité dite spontanée des neurones dans la plasticité cellulaire. Il s’est très vite attaché à comprendre les courants circulant dans le cerveau, à l’état normal ou pathologique. Il étudie alors l’épilepsie, et plus particulièrement l’épilepsie du lobe temporal, qui résiste aux traitements. Il montre ainsi comment une crise amène à une autre crise, à cause des connexions aberrantes qui se forment entre les neurones, une forme de plasticité « réactive » qui est en jeu dans nombre de maladies, la formation de nouvelles connexions participant, voire aggravant la situation. À partir de là, il s’intéresse au développement cérébral : selon lui, « le cerveau immature (celui du fœtus ou du nourrisson) n’est pas un petit cerveau adulte, mais il obéit à ses propres règles ».
Les recherches de Yehezkel Ben-Ari ont mis en évidence un aspect essentiel de la maturation des fonctions inhibitrices : le neuromédiateur GABA, connu pour son rôle dans l'excitation des neurones immatures et l'inhibition des neurones adultes. Ce phénomène est attribué à une diminution progressive des taux de chlore intracellulaires pendant la maturation neuronale. Le GABA, en excitant les neurones immatures, joue un rôle crucial dans la formation du cerveau,
Cette découverte a permis d'élucider certains effets néfastes de substances largement utilisées qui agissent sur le GABA, tels que le Diazépam et les barbituriques, ainsi que certains médicaments antiépileptiques.
À la suite de ses recherches, Ben-Ari a découvert que dans certaines épilepsies et dans des modèles animaux d'autisme et de Parkinson, les taux de chlore sont élevés, tout comme dans des neurones immatures sains. Sur la base de ces observations, il a formulé le concept de "Neuroarchéologie", qui postule que certains événements pathologiques survenant in utero ou pendant la petite enfance peuvent entraver la maturation cérébrale, aboutissant à la présence de neurones immatures et à des effets excitateurs du GABA qui perturbent le fonctionnement des circuits neuronaux.
La conséquence pratique de ce concept est la possibilité de développer des agents thérapeutiques capables de bloquer de manière sélective les neurones immatures, comme les effets aberrants du GABA, ouvrant ainsi une nouvelle piste de traitement à explorer.
S'appuyant sur ces découvertes, Ben-Ari a fondé deux entreprises, Neurochlore et B&A Therapeutics, qui travaillent sur dl'autisme et la maladie de Parkinson respectivement, partageant une approche thérapeutique commune basée sur ses recherches.

## Contributions thérapeutiques

### Autisme
En 2009, un échange avec le pédopsychiatre Eric Lemonnier permet d'éprouver rapidement les hypothèses suggérées par le concept de neuroarchéologie. Cinq patients sont traités avec la Bumétanide, un bloqueur extrêmement sélectif du principal transporteur de chlore. Son action est réputée pour induire un basculement des effets du GABA de l'excitation vers l'inhibition. Ce médicament générique, utilisé depuis quatre décennies dans le traitement de l'hypertension et de l'œdème cérébral, est bien toléré, ses effets secondaires (diurèse et diminution des taux sanguins de potassium) étant bien connus. Il est observé que la Bumétanide atténue sensiblement la gravité de l'autisme.
En 2010, puis 2012, deux essais randomisés en double aveugle aboutissent à la même conclusion, montrant une atténuation notable des troubles de la communication et de la sociabilité. Ces résultats sont corroborés par plusieurs études indépendantes menées en Chine, Pays-Bas, Suède et Royaume-Uni,. En Europe, les traitements génériques ciblant la période pédiatrique bénéficient d'une protection de 10 ans, ce qui permet de financer une phase 3 (422 enfants recrutés, âgés de 2 à 18 ans, en Europe, Australie et Brésil).
En 2021, la phase 3 se révéle négative, probablement en raison d'une hétérogénéité excessive des échantillons et du syndrome lui-même. Malgré cet échec, de nombreux parents continuent d'utiliser la Bumétanide pour traiter leurs enfants avec succès[non neutre], et des études pour mieux identifier les patients répondeurs sont en cours. À ce jour, cette molécule demeure la seule ayant démontré des effets bénéfiques validés dans un grand nombre d'études, et possédant un fondement physiologique et expérimental solide,.

### Maladie de Parkinson
Des effets encourageants sur la motricité ont été observés avec la Bumétanide,, mais ces résultats n'ont pas été confirmés par des études plus larges. En raison de contraintes financières liées au fait que la maladie touche principalement des adultes d'âge mûr, ces travaux n'ont pas pu être poursuivis.

### Prédiction de l'autisme dès la naissance
Étant donné que l'autisme se développe in utero, l'hypothèse selon laquelle une analyse détaillée des paramètres périnataux pourrait permettre d'identifier dès la naissance les enfants à risque est testée en 2019. En utilisant une approche de type "apprentissage automatique", il a été possible d'identifier près de la moitié des enfants autistes et pratiquement tous les enfants neurotypiques en analysant les paramètres de la maternité. Des études supplémentaires sont en cours pour valider cette approche, dans l'espoir qu'elle puisse être généralisée en France dans un premier temps. Ces résultats constituent la 1re identification aussi précoce des TSA et va permettre de compléter le diagnostic pédopsychiatrique se basant sur des données biologiques,.

### Traitement des tumeurs cérébrales
Analysant le large spectre de maladies impliquant NKCC1 et une mauvaise régulation du chlore, Ben-Ari entreprend de traiter des tumeurs cérébrales sévères et notamment les glioblastome.

## Enseignement /mentorat
- 2003-actuel : Professeur dans les programmes PhD de l’institut Pasteur (Paris, France)
- 2006-2009 : École d’été pour les internes en médecine (Marseille, France)
- 2007-2008 : Fondateur et superviseur du Diplôme National en Neurologie Expérimentale (Université de Paris V et INMED, France)

## Publications
Yehezkel Ben-Ari a publié plus de 500 articles dans des revues scientifiques[source insuffisante][source secondaire nécessaire]. Il est également l’auteur de nombreux articles de presse et d’ouvrages, dont Traiter l’autisme ? au-delà des gènes et de la psychanalyse (2015, éditions De Boeck, Solal), Les 1000 premiers jours (2020, éditions Humensciences) et Treating Autism with Bumetanide (2023, Cambridge Scholar Publishing). Il fait partie des 5 neuroscientifiques français les plus cités[source insuffisante][source secondaire nécessaire].

## L'Inmed
Yehezkel Ben-Ari est le fondateur et premier directeur de l'Institut de Neurobiologie de la Méditerranée (Inmed), qui a été inauguré en 2006. Le bâtiment a été construit par l'Inserm sur un plan architectural du cabinet norvégien Snøhetta, qui est aussi à l'origine de la construction de la Bibliotheca Alexandrina à Alexandrie et de l'opéra d'Oslo. Basé au départ sur la migration de Paris des chercheurs et techniciens de l'unité 29 de l'INSERM, il inclut plus de 130 chercheurs et techniciens et de nombreux post docs de nombreux pays. Il inclut, en plus de laboratoires, une pépinière d'entreprises pour les développements de médicaments et approches thérapeutiques, une collection de sculptures et peintures acquises et collectées par Yehezkel Ben-Ari au cours de 2 décennies et un espace de formation à la recherche (espace "tous chercheurs") qui accueille des classes entières de lycéens ainsi que des membres d’associations de malades pour faire des stages pratiques de biologie de 3 jours,.

## Prix et distinctions
- 2000 : Grand prix Milken de la fondation Américaine de l'épilepsie
- 2002 : Grand prix de la Santé de l'EDF
- 2006 : Prix de la fondation Rotary de France[29]
- 2009 : Grand prix de l'INSERM[30]
- 2009 : Docteur honoraire de l'Université de Liège (Belgique)
- 2010 : Grand prix de la société Européenne de l'épilepsie
- 2012 : Grand prix Gagna Van Haeck du FNRS de Belgique[31]